# Motorsprint
Motorsprint is een tak van motorsport waarbij een coureur tegen de klok rijdt over een afstand van 1/4 of 1/8 mijl (400 of 200 meter).

## Klassen in de motorsprint
- Competition bikes: Vrije klasse bij dragrace en sprint. In Europa de hoogste klasse, die ook wel Drag bikes wordt genoemd, er is ook nog de Top Fuel-klasse.
- Pro Stock: Klasse bij dragrace en sprint, waarbij de motoren enige gelijkenis moeten vertonen met standaardmotoren en bijvoorbeeld speciale brandstoffen zijn verboden (met uitzondering van C14 of C16). Pro stocks moeten een minimumgewicht per 1000 cc hebben (afhankelijk van het type motorblok) en de achterband mag maximaal 9 inches (23 cm) breed zijn.
- Specials: Vrije klasse bij dragrace en sprint.
- Standaardklasse: Klasse bij dragrace en sprint met standaard motoren, die altijd aan de kentekeneisen moet voldoen.
- Super Street Bike: Klasse bij dragrace en sprint met wegmotoren. Verplicht: kenteken, normale wegbanden, benzine (gewone of C16). Verboden: wheeliebar. De klasse boven Ultimate Street Bike.
- Super Twin Top Fuel: Vrije klasse bij dragrace voor tweecilinders, vanaf 1992. Voornamelijk Harley-Davidsons.
- Super Twin Top Gas: Vrije klasse bij dragrace voor tweecilinders, vanaf 1992. Brandstof: benzine (meestal hoog octaan C14 of C16). Voornamelijk Harley-Davidsons.
- Superstock: Klasse bij dragrace en sprint. Superstocks zijn licht opgevoerde vrijwel standaard motoren met wheeliebar en slick. Compressoren en injectie zijn verboden, het frame moet origineel zijn. Oorspronkelijk bedoeld als goedkope instapklasse voor de Pro Stock. Deze klasse heeft in Europa bestaan van 1985 t/m 1991.
- Top Fuel: Vrije klasse bij dragrace en sprint. Top Fuel is de hoogste klasse. De brandstof mag vrij worden gekozen, met uitzondering van hydrazine. De motoren worden ook wel Fuelers genoemd.

## Termen uit de dragrace en motorsprint
- Airshifter: Pneumatisch schakelmechanisme. Het opschakelen gebeurt door middel van een knopje aan het stuur. Het terugschakelen (tijdens de wedstrijd niet nodig) gebeurt gewoon met de voet. Overigens is de airshifter ook te vinden op aangepaste motorfietsen voor gehandicapten.
- Blower: Engelse benaming voor de mechanische luchtcompressor, de voorloper van de turbo. Een blower werkt direct, een turbocompressor pas bij hogere toerentallen. Daarom worden blowers nog gebruikt bij dragrace en sprint op nitromethaan-, methanol- of benzinemotoren. Duitse naam: Ladepumpe.
- Breakout: Een run bij sprint of dragrace waarbij een tijd onder de index gereden wordt.
- Burnout: Manier om de achterband van een sprint- of dragrace-motor op te warmen. De voorrem wordt vastgehouden en de achterband spint tot de juiste temperatuur is bereikt. Zie ook rolling burnout.
- C14, C16: Benzine met een octaangetal van 114 of 116. Deze benzine is geschikt voor motoren met een zeer hoge compressieverhouding. Veel gebruikt bij dragrace en sprint in de klassen waar alleen benzine toegestaan is, zoals Pro Stock, Super Twin Top Gas en Super Street Bike. De klassen Ultimate Street Bike en Ultimate Street Twin moeten op gewone handelsbenzine rijden.
- Dope (doop): Toevoeging, bijvoorbeeld in brandstof of smeerolie. Voorbeelden: viscositeitsverbeteraar, antioxidant, stolpuntverlager, octaanbooster. Bij dragrace/sprint wordt methylalcohol (brandstof) wel dope genoemd, omdat het brandbaarder is dan benzine.
- Drag bar: Vlak stuur, gebruikt in dragrace en sprint. Drag bars worden met risers (verhogers) ook op choppers gebruikt. Ook wel flat bar of flat handle genoemd.
- Drag pipes: Open uitlaten die veelal op customs worden toegepast. Oorspronkelijk alleen gebruikt bij dragrace en sprint.
- Dubbelblokker: Sprint- of dragrace-motor met twee motorblokken. Ook in de heuvelklim worden dubbelblokkers ingezet.
- Eindsnelheid: De gemeten snelheid van een sprinter of dragracer aan het einde van een run.
- Eindtijd: De tijd die een sprinter of dragracer nodig heeft van start tot finish. Bij sprint telt de tijd tussen groen licht en finish, bij dragrace, waar het erop aankomt eerder over de lijn te gaan dan de tegenstander, ongeacht de tijd, wordt de daadwerkelijke rijtijd gemeten.
- Fire burnout: Om spectaculaire foto’s van dragracer of sprinter te maken wordt de rolling burnout weleens in een plas benzine gemengd met traction compound uitgevoerd, die door het spinnende achterwiel wordt ontstoken, waardoor de motor vanuit een vuurzee vertrekt. Het liefst wordt (voor de veiligheid) gestart tussen twee plassen benzine of vanuit een hoefijzervormige plas om de motor heen. Het is wel zaak op tijd te vertrekken omdat het vuur de zuurstof verbruikt. Zie ook burnout.
- Fueler: Motorfiets uit de Top-Fuel-klasse bij sprint of dragrace.
- Funny bike: 'Aangeklede' dragracer, die door toepassing van een dummy koplamp en tank wat meer op een normale motorfiets lijkt. Afgeleid van de funny cars, vierwielige dragsters met een kunststof carrosserie.
- Gasser: Sprinter/dragracer die op benzine rijdt.
- Index: Minimale tijdslimiet bij sprint of dragrace. De index dient om snelle rijders ertoe te bewegen naar een hogere klasse door te schuiven en daardoor nieuwe rijders een kans te geven om te winnen en de wedstrijden spannender te maken. Bij sprint telt een tijd onder de index niet, bij dragrace wordt de tegenstander als winnaar aangewezen, tenzij deze een nog snellere tijd reed. In Nederland heeft alleen de Ultimate Street Bike (vanaf 1995) een index: 7 s op de 1/8 mijl en 10,9 s op de 1/4 mijl. Zie ook breakout.
- Lachgas: Chemische formule N2O. Dit gas wordt (meestal bij dragrace en sprint) toegevoegd aan de brandstof, wat een extra vermogenswinst van 25% tot 75% kan opleveren. De brandstof mag alleen benzine of methanol zijn, dus absoluut geen nitromethaan. Meestal wordt gebruikgemaakt van injectiesystemen. Bij straatmotoren wordt het lachgas samen met extra benzine direct in de inlaatkanalen ingespoten. Het normale aanzuigsysteem via de carburateurs blijft gehandhaafd. Het extra benzine-lachgassysteem kan uitgeschakeld worden.
- Nitromethaan: Chemische formule CH3NO2. Nitromethaan wordt meestal (bijna altijd) gemengd met methanol vanwege het koelende effect en het onderdrukken van het pingelen. Met nitromethaan zijn zeer hoge specifieke vermogens te behalen: tot 750 pk per 1000cc motorinhoud (1996) bij 90-95 % nitromethaan. Wordt wel als de enige echte dragrace brandstof beschouwd: “Gas (benzine) is for washing parts, Alcohol (methanol) is for drinking, Nitro is for racing”.
- Rolling burnout: Manier om de achterband van een sprint- of dragrace-motor op te warmen. De achterband spint terwijl het voorwiel zodanig wordt beremd dat de motor langzaam vooruit gaat. Sommige rijders weten de rolling burnout tot een ware kunst te verheffen. Zie ook burnout en fire burnout.
- Run: Rit bij sprint of dragrace, over een afstand van 1/4 of 1/8 mijl. Het woord wordt ook in ander verband gebruikt om het afleggen van een bepaalde afstand aan te duiden, bijvoorbeeld chicken run, Jumbo run, pokerrun, record run.
- Sap: Brandstof. De benaming wordt het meest gebruikt door sprinters en dragracers, die hun sap (nitromethaan/methanol) zelf moeten mengen. In het Verenigd Koninkrijk wordt de naam juice eveneens voor brandstof gebruikt, maar in de VS staat juice voor hydraulische vloeistof.
- Screwblower: Compressor die tegenwoordig bij sprint en dragracers wel wordt toegepast ter vervanging van de rootscompressor. De screwblower heeft door de constructie met een spiraalvormige luchtpomp geen last van pulserende luchtstromen.
- Seven: Zevensecondenrun bij sprint of dragrace over een kwart mijl. De eerste seven werd gereden door Russ Collins met een twaalfcilinder 3300 cc Honda triple: 7861 seconden (1975). De eerste Europese seven was voor Henk Vink (Kawasaki 2400cc-dubbelblokker, 7802 s, Drachten 1980). De eerste Pro-Stock Seven was voor Terry Vance (Suzuki GSX, Texas Motorplex dragstrip 1987, 7,99 s).
- Slider clutch: Automatische centrifugaalkoppeling, die veel bij dragrace en sprint wordt gebruikt. Door het verhogen van het toerental worden steeds meer kleine gewichten naar buiten gedrukt waardoor de koppeling geleidelijk aangrijpt.
- Sprintstrip: Baan waarop sprints worden gehouden. Minimale breedte: 6 meter.
- Startrol: Rol waar een dragrace-motor met het achterwiel op wordt geplaatst om hem zodoende te starten. De rol kan eenvoudig worden aangedreven door er een aangedreven autowiel op te zetten. Werd tot 1990 voornamelijk gebruikt bij sprint en dragrace. Tegenwoordig is een externe startmotor (die op een krukas-einde wordt gezet) verplicht, bij streetbike een normale startmotor. MotoGP-racers worden soms nog wel met een startrol onder het achterwiel gestart. De startrol wordt dan door een benzinemotortje aangedreven.
- Tireshake: Term uit dragrace en sprint. Een tireshake ontstaat doordat de achterband tijdens een run ovaal wordt. Dat kan omdat er met een zeer lage bandenspanning gereden wordt. De band moet door de centrifugaalkracht rond worden. Een tireshake veroorzaakt wazig zicht en misselijkheid en kan zelfs tot een hersenschudding leiden. Enige remedie: van het gas af gaan.
- Traction compound: Kleverige vloeistof die wordt gebruikt om de grip te verhogen bij dragrace en sprint. Meestal wordt hiervoor verdunde lijm gebruikt.
- Triple: Eigenlijk een driecilinder, maar bij dragrace en sprint is een triple een motor met drie motorblokken.